# Schloss Steinach am Brenner

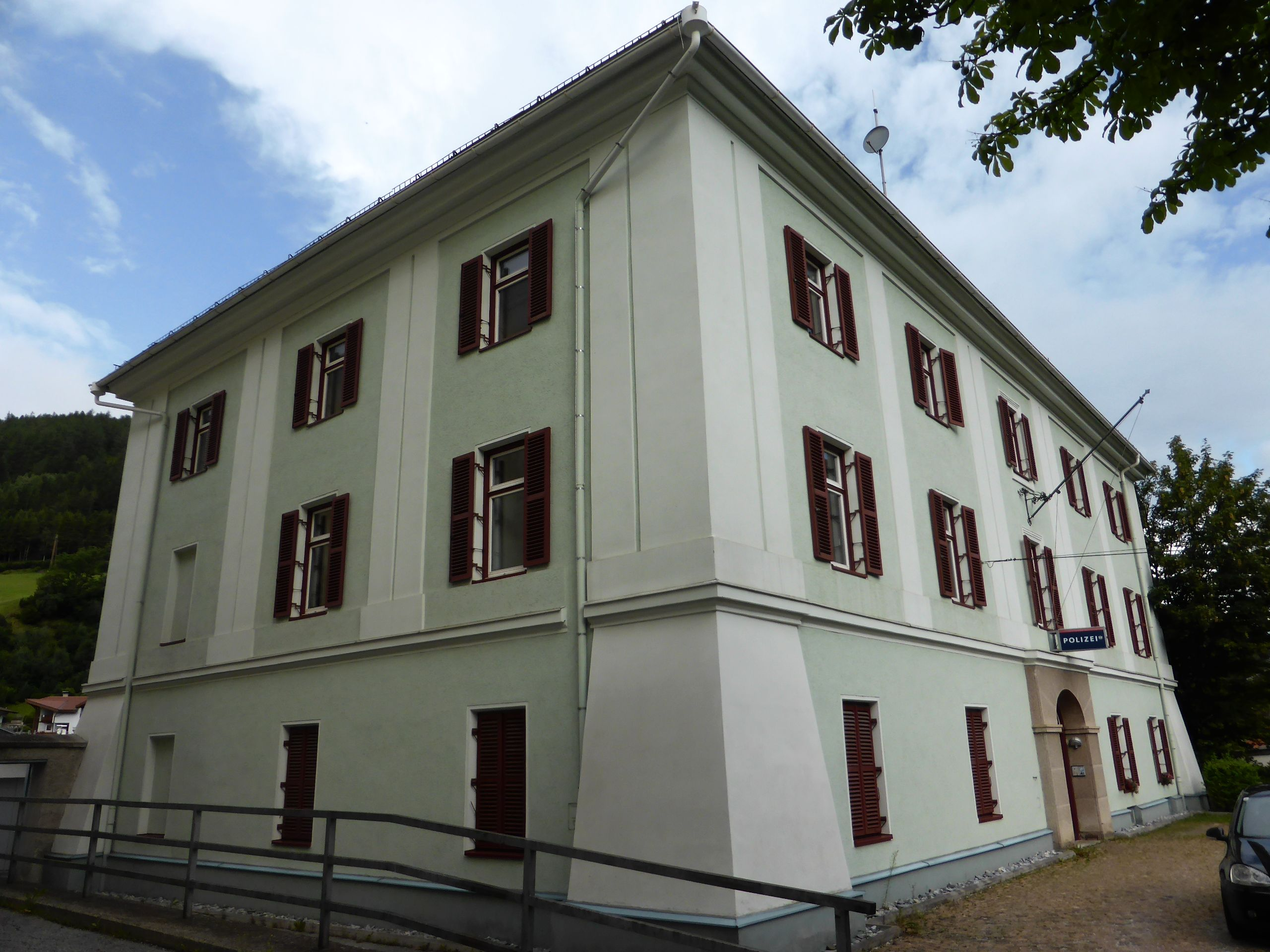
Ehemaliges Bezirksgericht an der Lagestelle von Schloss Steinach

Der Turm in Steinach bzw. das maximilianische Schloss Steinach am Brenner stand neben der Pfarrkirche St. Erasmus in der Gemeinde Steinach am Brenner im Bezirk Innsbruck-Land in Tirol.

## Geschichte
Ein erstes landesfürstliches Haus in Steinach wird 1288 im Urbar Graf Meinhards II. genannt, als Zahlungen ad opus domum erwähnt werden. Auch in den nachfolgenden Jahren (1320, 1334) sind solche Zahlungen bezeugt, etwa Ausgaben des Praepositus in Insbruke Guido de Florencia. Bei der Auseinandersetzung zwischen den Bayern und den Habsburgern um Tirol hat der Brixener Bischof Johann Ribi von Lenzburg die österreichischen Herzöge unterstützt; als Dank dafür wurde ihm von Herzog Albrecht III. und Herzog Leopold III. Markt, Gericht und Herrschaft von Steinach pfandweise übergeben, zuvor hatte diese Rechte Rudolf von Katzenstein inne. Der Turm wird 1430 ausdrücklich als Sitz des Gerichtes erwähnt. Damals übergaben Sabina, die Frau des Caspar Schnabel, und ihr Sohn Thomas Schaeblin dem Herzog Friedrich mit der leeren Tasche den Thuren und Garten zu Steinach neben der Kirche gelegen.
Kaiser Maximilian I. ließ für seine Hirsch- und Gamsjagden den Turm schlossartig ausbauen. 1497 ist einer seiner Aufenthalte mit seiner Frau Bianca Maria Sforza in Steinach belegt. Damals wird die unter dem Turm gelegene Hofstatt mit einbezogen und mit Mauern umfangen. Zwischen der neu geschaffenen Schlafkammer und der Kirche wird ein Zugang geplant (aus dem Thurn in den Sagerer (= Sakristei)). 1509 erhält der Steinacher Pfleger Hilprant von Spaur den Auftrag für das Haus neue Brunnenröhren zu verlegen. Eine dem hl. Georg gewidmete Kapelle wurde 1518 vom Brixener Weihbischof Johannes Episcopus Bellinensis konsekriert. 1519 ist als Pfleger ein Friedrich Franz bezeugt. In den folgenden Bauernkriegen wurde die Behausung offensichtlich geplündert und dem Pfleger mussten die entwendeten Harnische ersetzt werden. 1567 wird Steinach als Lehen dem Hofkanzler Johann Wellinger übergeben, der dann als Freiherr von Schneeberg in den Adelsstand erhoben wird. Bei dem großen Brand von Steinach 1585 wurde auch das Gerichtshaus beschädigt und in geringerem Ausmaß wieder aufgebaut. 1714 sind von dem Trautsonschen Pfleger Josef Michael Leis mehrere Reparaturrechnungen für das Schloss erhalten. 1775 wird Steinach als Sitz des traustsonischen Patrimonialgericht als Schloss bezeichnet. 1855 verwüstete ein Großbrand den Ort Steinach; danach musste die Schloss- und Gerichtsanlage neu geplant und aufgebaut werden.

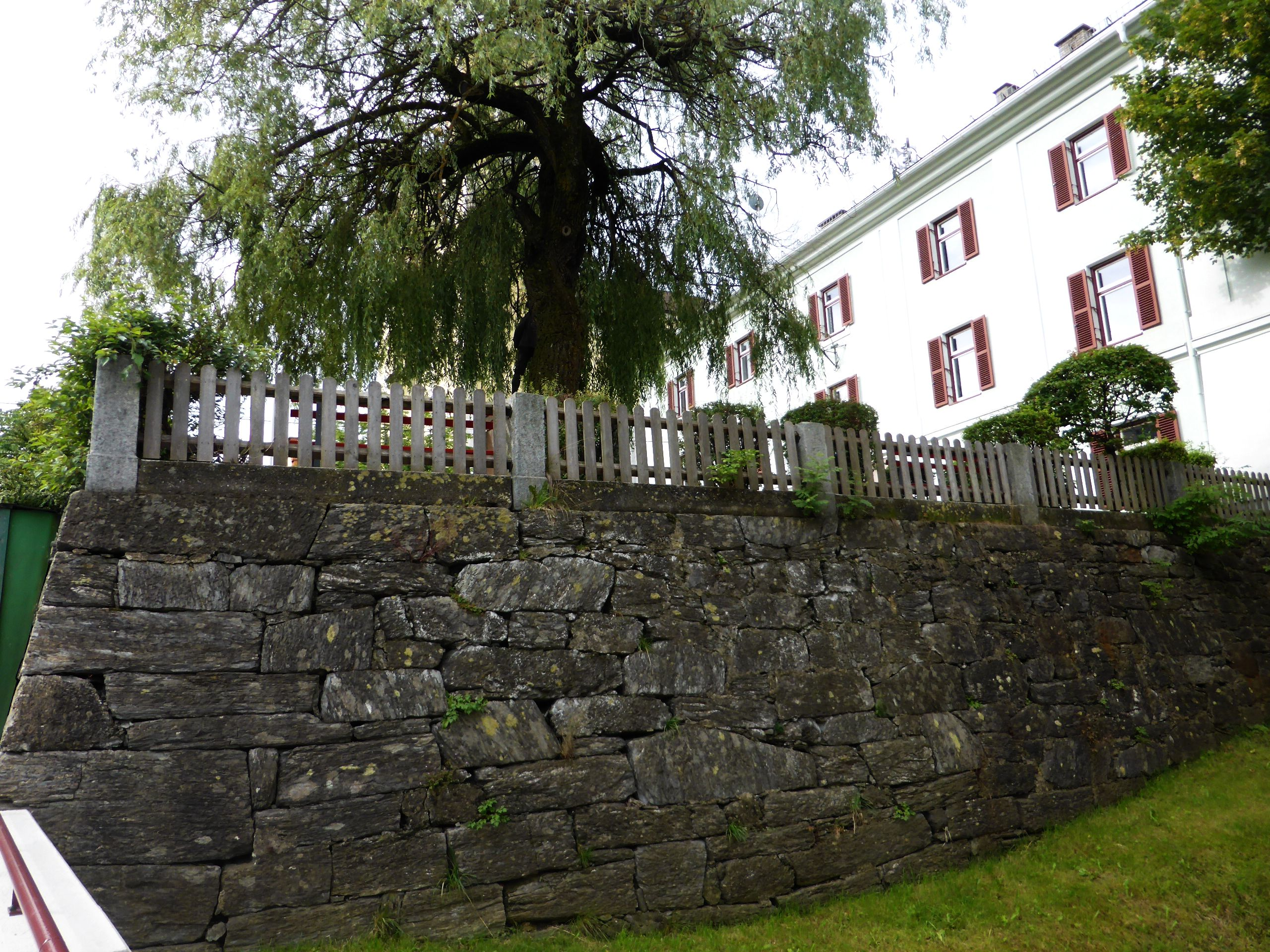
Ehemaliges Bezirksgericht von Steinach am Brenner mit straßenseitiger Mauer

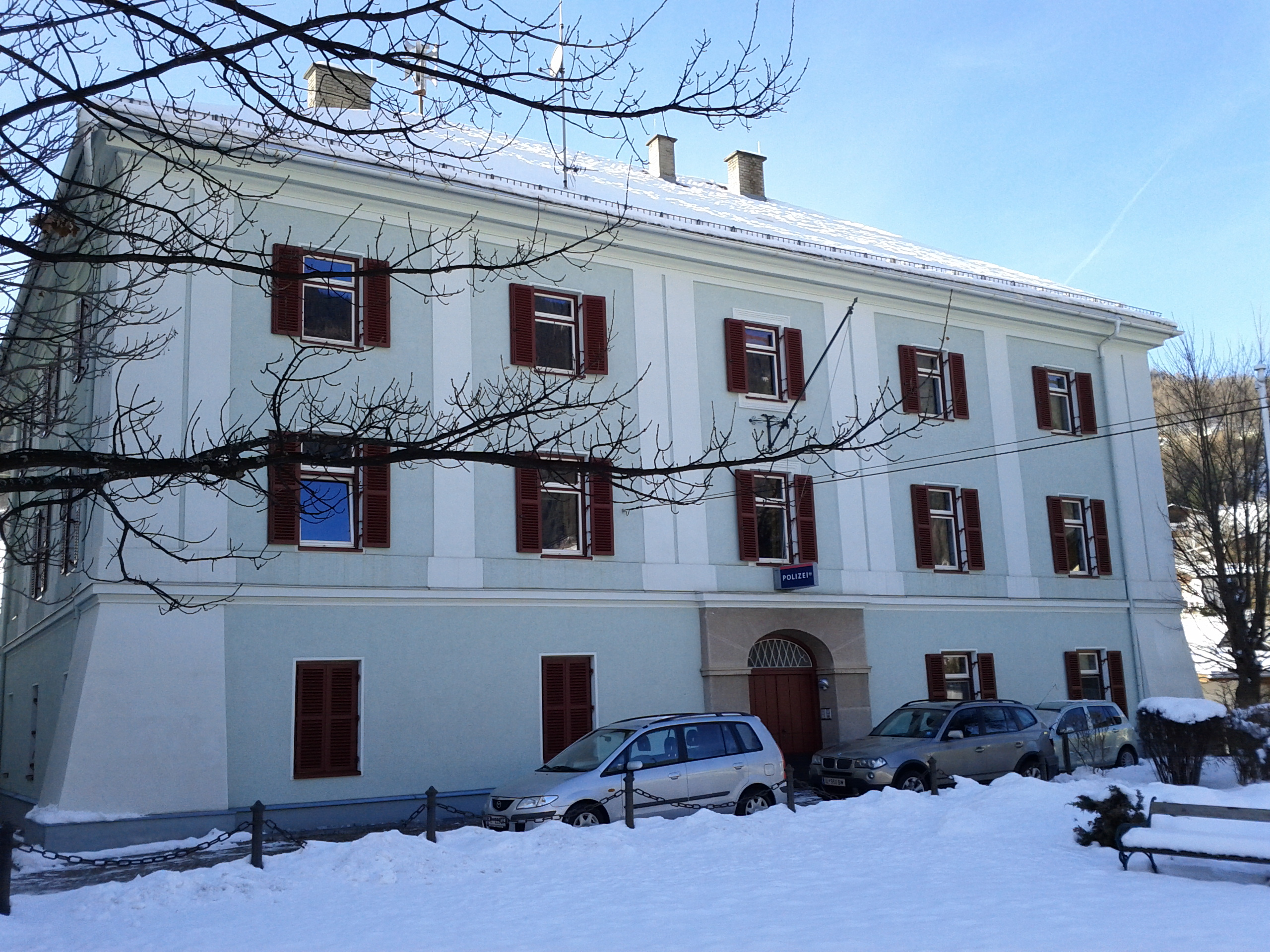
Gerichts- bzw. Polizeigebäude von Steinach am Brenner

## Heutige Lage
Der landesfürstliche Turm, das maximilianische Jagdschloss und das spätere Gerichtsschloss standen alle im Bereich des heutigen Gerichts- bzw. Polizeigebäudes nördlich der im neuromanischen Stil nach 1855 neu erbauten Pfarrkirche über dem Gschnitzbach. Erhalten geblieben ist der Flurname „Schlossanger“, wobei auf den Umbauplänen von 1855 südlich des Gschnitzbaches die „Fronfeste“ eingezeichnet ist. Das heutige Gerichts- bzw. Polizeigebäude enthält vermutlich Teile der alten Anlage, aufgrund der Umbauten ist jedoch das Aussehen des früheren Schlosses nicht unmittelbar ersichtlich.